# Скенер
У области рачунарства, појам скенер (енгл. scanner) има више значења. Појам скенера слика се односи на оптички улазни уређај који омогућава да се цртеж, фотографија или штампани, односно рукописни текст претворе у код који одговарајући компјутерски програми могу да обраде, прикажу на екрану или одштампају. Скенирање слика (дигитализација слика) је поступак којим се слика (документ) претвара у облик погодан за пренос, обраду и чување у електронском формату. У свакодневној кућној или канцеларијској употреби могу се видети разне варијанте скенера:
- Ручни скенер ради на принципу ручног превлачења уређаја преко скенираног објекта. Може да скенира равну површину ширине до 10 cm и то црно-белу, сиву скалу и колор. Резолуција је до 800 dpi (тачака по инчу) и обично имају највише до 12 бита по боји. Намењен је скенирању мањих површина, сличица, односно логотипа. Ручни скенери су углавном монохроматски и били су у широј употреби током 90-их година 20. века, међутим иако је њихова популарност за скенирање докумената опала, употреба ручних 3D скенера је у даље велика у области индустријског дизајна, инжењеринга, инспекције и анализе, дигиталне производње као и у медицини. У уобичајеној употреби заступљени су углавном у облику баркод читача. Јефтини су али дају најлошији квалитет репродукције. Међутим, крајем прве деценије 21. века појављују се ручни скенери специјализовани за скенирање фотографија који скенирају површину ширине А4 (210 mm) са дубином скенирања од 24 бита. Код ових скенера је мобилност битна карактеристика и биће све популарнији у употреби.
- Положени, стони, десктоп скенер је најчешћа врста скенера у кућној и пословној употреби због доброг односа цене и радних перформанси. Обично користи А4 (210×297 mm) или А3 (297×420 mm) формат папира и може да скенира у пуном колору. Резолуција положених скенера може да се креће до 5400 dpi и више. Ови скенери углавном оперишу са 24-48 бита по боји што их чини најбољим за скенирање свих врста документа.
- Пролазни скенер снима документ тако што се исти провлачи кроз њега. Телефакси су најједноставнији пример.
- Филмски скенер снима филмске материјале, позитиве или негативе, формата од 35 до 120 mm. Ти уређаји су специјално направљени за ову сврху. Он ради на принципу обртног носача који покреће слајдове испред сочива и оптичког сензора. Резолуција је, на 36 mm дужине филма 4.000 линија, односно самог скенера максимално 2.700 lpi (линија по инчу). Квалитет скенираног слајда од 2.700 lpi одговара квалитету скениране фотографије величине 16x24 cm помоћу обичног положеног скенера.

## Историјски развој
Скенери се могу сматрати наследницима раних телефотографских уређаја, који су се састојали од ротирајућег добоша са једним фотодетектором, стандардне брзине од 60 до 120 о/м (обрта у минути), а каснији модели су ишли до 240 о/м. Они су слали линеаран аналогни АМ сигнал кроз стандардну телефонску жицу ка пријемнику који је синхронизовано штампао једнаким интензитетом на посебан папир. Овај систем је био у употреби у штампи од 20-их до 90-их година XX века. Фотографије у колору су се слале као три одвојене RGB слике, али само у посебним приликама услед трошкова преноса.
Први скенери у правом смислу речи били су добош или бубањ скенери (енгл. Drum scanner који су се појавили 1957. године. Име су добили по кључном делу уређаја, ротирајућем цилиндру који се окретао великом брзином са скенираним објектом испред прецизне оптике која је слала сигнал вакуумским цевима, односно лампама (енгл. photomultiplier tubes – PMT). Већина модерних добош ротационих скенера у боји користи три одвојене лампе за раздвајање црвене, плаве и зелене боје. Само неколико фирми данас производи ротационе скенере услед скупе производње и због тога више цене у односу на друге типове скенера. Ипак, они се и даље траже на тржишту због њихове супериорне резолуције која може ићи и преко 14.000 ppi (пиксела по инчу), дубине боја и економске исплативости. Ротациони скенери су најбољи уређаји за дигитализовање ретких докумената. Ограничење је да се могу скенирати само савитљиви документи.

## Принцип рада
Савремени стони скенери се састоје из више делова. Најкарактеристичнији део је стаклени панел испод ког се налази извор светлости. Извор светлости осветљава страну папира постављену лицем окренутим надоле на стакленој подлози изнад механизма за скенирање. Празне или беле површине одбијају више светлости од слова или слика. Мотор помера главу скенера која хвата светлост која се одбија од скенираног документа. Одбијена светлост пролази кроз систем огледала која је усмеравају ка сочиву. Сочива фокусирају светлосне зраке на светлосно осетљиве диоде које светлост преводе у електричну струју. Што је већа количина светлости која падне на диоде утолико је већи напон струје. Ако скенер ради са сликама у боји, одбијена светлост се усмерава према посебним диодама кроз црвене, зелене и плаве филтере. На крају, аналогно-дигитални конвертор (енгл. analog to digital converter, ADC) преводи сваку аналогну вредност напона у дигитални пиксел који представља јачину светлости за тачку дуж линије која садржи број пиксела по инчу сразмерно декларисаној могућности одређеног скенера. 
Светлосно осетљиве диоде, односно оптички сензори могу бити израђени у више технологија као: CCD (енгл. charge coupled device), CIS (енгл. contact image sensors) или CMOS (енгл. complementary metal–oxide–semiconductor). Сви ови типови сензора имају исти задатак да светост преведу у електронске сигнале. CCD сензори су аналогни уређаји. Код ових уређаја приказ објекта се смањује у сочиву пре него што га ухвати CCD сензор јер је CCD матрица много мања од површине за скенирање. Када светлост падне на фоторецептор она произведе мали електрични набој у сваком фото сензору који се преводи у вредност напона за одређени пиксел. CCD и фоторецептор мере упадно светло и конвертују интензитет у аналогни напон. CCD снима осветљеност као интензитет сразмерно броју фотона ухваћених у одређеном временском периоду. Црно је најмањег а бело највећег интензитета. CMOS сензори су новија технологија која ради на принципу полупроводника која је једноставнија за производњу, ефикаснија у потрошњи струје али са приближно истим квалитетом скенирања као и CCD. CIS сензори су релативно нова технолошка иновација на пољу положених скенера која убрзано потискује CCD у производњи мањих, преносних уређаја. Као што и име каже, CIS сензор је у блиском контакту са објектом скенирања и не користи огледала за усмеравање светлости на статични сензор као код конвенционалних CCD скенера. Пиксели код CIS су исте величине као скенирани пиксели на страни. Ови скенери користе LED (енгл. light-emitting diode) за осветљавање што их чини високо ефикасним уређајима у погледу потрошње струје тако да се могу напајати и преко USB конектора. Ови уређаји су мањи и лакши од уређаја са CCD сензорима али је и квалитет скенираног материјала лошији због неефикасних сочива, лоше дубине скенирања тако да папир мора да буде савршено раван и ограничена је прецизност боја.
Уређаји се разликују и по начину рада са папиром. Папир није увек непомичан кад се скенира као код ручних и положених скенера. Скенери више класе увлаче листове папира изнад главе скенера која се не помера. Као транспорт користи се систем ваљака, каишева, добоша или вакуумских цеви.

## Квалитет скенирања
Савремени скенери обично снимају у RGB палети боја. Аналогно-дигитални конвертор шаље скениране податке компјутерском процесору преко улазно/излазног интерфејса који може бити SCSI или двосмерни паралелни порт код скенера произведених пре појаве USB-а. Дубина боја зависи од карактеристика самог уређаја, обично је најмање 24-битна док је код квалитетнијих модела 48-битна или већа. Важан параметар код скенера је његова резолуција, мерена пикселима по инчу (ppi), али понекад прецизније одређена као узорцима тј. семпловима по инчу (енгл. samples per inch). Уместо истицања оптичке резолуције као јединог битног параметра, произвођачи обично декларишу интерполирану резолуцију уређаја, која је много већа услед софтверске интерполације. Године 2004. квалитетнији стони скенер је имао оптичку резолуцију од 1600 до 3200 ppi, врхунски положени скенери до 5400 ppi, а добар добош ротациони скенер је имао оптичку резолуцију од 8.000 до 14.000 ppi. 
Производ скенирања је обично некомпресовани RGB приказ који преко везе скенера и рачунара даље обрађују графичке апликације, међу којима је најпознатији Adobe Photoshop. Обрађене слике се обично чувају на хард-диску рачунара у одређеном формату. То може бити некомпресована битмап слика, компресовани TIFF или PNG, GIF или JPEG. Документе је најбоље чувати у TIFF или PDF формату. Adobe PDF формат (формат за опис стране, енгл. Page Description Format) пружа квалитетну компримовану презентацију комплексних страна уз доступан бесплатан софтвер за читање. GIF односно у преводу формат за размену графике је формат доста коришћен за интернет презентације. Овај формат користи компресију без губитка али само у 256 боја. JPEG формат је добар за постављање слика на интернет стране јер га препознају веб претраживачи, али није добар избор за текстуалне документе јер се добија мутан текст у блоковима. JPEG датотеке користе компресију са губитком услед чега су скениране слике лошијег квалитета. Међутим, у поређењу са GIF форматом, JPEG може да чува 24-бита информације о боји по пикселу, што значи преко 16 милиона боја.
Купци скенера треба да обрате пажњу у том смислу да без обзира на декларисану вредност резолуције и ширине битова, неки уређаји нису у стању да квалитетно скенирају у вишим резолуцијама. Пошто купац не може бити потпуно сигуран да ли је декларисана вредност оптичка или интерполирана резолуција најбоље је при куповини оријентисати се ка познатијим произвођачима као што су Epson, Hewlett-Packard или Canon. Ипак, за уобичајену кућну и канцеларијску употребу довољан је 24-битни скенер који може да скенира у 300 ppi. Са друге стране 48-битни скенер који може да снима у 600 ppi много је прикладнији за квалитетне фотографије, негативе или 35-милиметарске слајдове. Квалитет одређеног скенера зависи од више параметара али највише од: резолуције, скалирања, шума слике, тонске прецизности, верности боја и брзине рада.

## Веза са рачунаром и пратећи софтвер
Скенирање документа је само део процеса. Да би скенирани документ био употребљив, он мора бити пребачен са скенера до апликације на рачунару, којом ће се даље обрадити. Постоје два основна вида везе:
- начин на који је скенер физички везан за рачунар, и
- како софтверска апликација прима податке од скенера

Количина података генерисана на рачунару може бити веома велика. Тако скенирани документ у резолуцији 600 ppi и 24-битној дубини боја формата А4 може заузимати и 100 MB података које треба пребацити и ускладиштити. Скенери користе четири типа везе са рачунаром.
1. Паралелни порт (енгл. parallel port) – ово је најспорији метод преноса и заступљен је код старијих модела. Он преноси податке брзином од 100 до 800 килобајта по секунди.
2. – у преводу, интерфејс малих рачунарских система. Подржан од већине компјутера само преко посебног SCSI адаптера. Неки модели се испоручују са картом мада може бити коришћен било који SCSI контролер. Током развоја SCSI стандарда брзина трансфера се повећавала, али је овај стандард данас углавном превазиђен у корист USB и FireWire који су бржи, директно подржани од стране рачунара и једноставнији за подешавање. Брзина је 1,2 MB у секунди.
3. – овај стандард који се појавио 1997. године може да пребацује податке брзо, једноставнији је и јефтинији од SCSI уређаја. Ранији USB 1.1 стандард је могао пребацивати податке брзином од 1,5 MB у секунди што је спорије од SCSI, али новији стандард 2.0 теоретски пребацује податке брзином од 60 MB у секунди.

1. 1394 или FireWire је интерфејс који се појавио 1998. године и који је много бржи од USB 1.1 али приближно исти као USB 2.0. Брзине преноса су од 25 до 800 MB у секунди под условом да их конектовани уређаји подржавају.

Апликације које се користе за графичку обраду као што је рецимо Adobe Photoshop или GIMP морају да комуницирају са скенером. Разни типови скенера користе различите протоколе. У циљу поједностављења рада са њима развијени су апликациони програмски интерфејси (АПИ). Они представљају заједнички начин за везу програмских апликација и уређаја. То значи да програмска апликација не мора да има информације о специфичним карактеристикама скенера да би му приступила. На примеру, Adobe Photoshop подржава TWAIN стандард, и у идеалном случају он ће прихватити сваку слику од скенера који такође подржава овај стандард. У пракси се ипак јављају проблеми јер немају сви скенери добру имплементацију овог стандарда. Ипак TWAIN и OLE су најзаступљенији API ког јефтинијих кућних и пословних модела скенера. Мање присутни су ISIS, SANE и WIA.
Софтверски пакет који се добија уз скенер обично се састоји из:
- софтвера за скенер (односно управљачки програм, енгл. device driver)
- софтвер за обраду слика
- ОЦР софтвер
- софтвер за копирање (који омогућава коришћење скенера и штампача у спрези као фотокопир машине)

## Оптичко препознавање текста
Оптичко препознавање текста (ОЦР) је поступак конвертовања текстуалног приказа у знакове. ОЦР поставља најважнији захтев да резолуција скенирања мора бити 300 ppi или већа по могућству у сивој нијанси. Код квалитетног скенирања прецизност ОЦР може бити и преко 95%. Међутим, ОЦР могућности скенера су различите. Неки скенери имају само основне ОЦР функције које текст скенирају као слику а затим шаљу ОЦР софтверу. Други пружају могућност за припрему приказа за OCR и помажу кориснику током рада на оптичком препознавању знакова. Најчешће коришћени програми који се користе за ОЦР су Abbyy FineReader и OmniPage.